# Carolina Malchair
Carolina Malchair Selecque (Marbella, Málaga, 31 de mayo de 1982) es una ex gimnasta rítmica española que fue campeona del mundo de 3 cintas y 2 aros en el Mundial de Sevilla (1998), además de lograr otras numerosas preseas con la selección nacional de gimnasia rítmica de España, como la plata en la general de dicho Mundial o varias medallas en Europeos. Participó en los JJ.OO. de Sídney 2000.

## Biografía deportiva

### Inicios
Carolina, de padres belgas, nació en Marbella (Málaga), aunque es gaditana de adopción. Se inició en la gimnasia rítmica a los 7 años de edad en el Club Polideportivo Cádiz, después de que con 6 años comenzara a hacer ballet. Allí fue entrenada en primer lugar por Margarita Tomova y Sonia Petrova, y posteriormente por la exgimnasta rusa Elena Tomas, que fue campeona del mundo de cinta en el Mundial de Londres 1979. En 1996, con el conjunto júnior español, fue 5ª en el torneo internacional de Thiais y logró el puesto 15º en el Campeonato de Europa celebrado en Asker/Oslo. Aquel equipo júnior estaba integrado por Carolina, Marta Calamonte, Ana del Toro, Carolina Montes, Beatriz Nogales, Carmina Verdú y, como suplentes, Blanca López Belda y Tania Pacheco. En marzo de 1997 entró en el conjunto sénior de la selección nacional de gimnasia rítmica de España.

### Etapa en la selección nacional

#### 1997: Europeo de Patras
Para 1997, las componentes del equipo ya habían trasladado su residencia del chalet de Canillejas a un edificio anexo al INEF y habían empezado a entrenar en el Centro de Alto Rendimiento de Madrid. María Fernández era desde diciembre de 1996 la nueva seleccionadora nacional, tras la marcha de Emilia Boneva, que había sido operada en noviembre del corazón. A principios de año se incorporaron al conjunto, además de Carolina, Sara Bayón y Marta Calamonte. En abril, tras la retirada de Marta Baldó, Estela Giménez y Estíbaliz Martínez, y la lesión de Marta Calamonte, se incorporó además Esther Domínguez. Carolina fue ese año gimnasta titular en los dos ejercicios. El de 5 pelotas tenía como música un medley de canciones de Édith Piaf, como «Non, je ne regrette rien» o «Hymne à l'amour», mientras que el de 3 pelotas y 2 cintas usaba «Las cosas del querer», compuesta por Quintero, León y Quiroga.
Tras algunos torneos como el Ciudad de Ibiza o el Gran Trofeo Campofrío, Carolina disputó en mayo su primera competición oficial, el Campeonato Europeo de Gimnasia Rítmica celebrado en Patras. Como Carolina tenía aún la nacionalidad belga, el 23 de mayo, poco antes de comenzar la participación del conjunto en el Campeonato, se le fue otorgada la nacionalidad española para que pudiese competir con España. En esta competición consiguió un cuarto puesto en el concurso general, además de una medalla de plata en 5 pelotas y otra de bronce en 3 pelotas y 2 cintas. El primer día, con una nota acumulada de 38,300 en el concurso general, se quedaron a 50 milésimas del pódium. En las finales por aparatos del día siguiente obtuvieron una nota de 19,600 en el ejercicio de 5 pelotas, que les otorgó la medalla de plata. En el ejercicio mixto de 3 pelotas y 2 cintas lograron una nota de 19,500 que les llevó al tercer cajón del pódium. El conjunto estaba integrado entonces por Carolina, Sara Bayón, Nuria Cabanillas, Esther Domínguez, Lorena Guréndez, Tania Lamarca y Marta Calamonte como suplente. Posteriormente obtendría la medalla de oro en la Epson Cup. Ese año se le concedió a Carolina el Premio Ciudad de Cádiz de Deportes a la mejor deportista femenina.

#### 1998: título mundial en Sevilla
En 1998, los ejercicios fueron el de 3 cintas y 2 aros y el de 5 pelotas, que emplearon como música la sevillana «Juego de luna y arena» (inspirada en un poema de Lorca) y el tango «El vaivén» respectivamente, dos temas de José Luis Barroso. Carolina sería suplente en el primero y titular en el segundo. Tras disputar el equipo algunos torneos preparatorios en Kalamata o Budapest, en mayo de 1998 logró proclamarse campeón mundial en el Campeonato del Mundo de Sevilla. Fue en la competición de 3 cintas y 2 aros, donde el conjunto consiguió superar a Bielorrusia con una puntuación de 19,850. Además, el primer día el equipo había obtenido la medalla de plata en el concurso general con una nota acumulada de 39,133. Ocuparon el séptimo puesto en la competición de 5 pelotas. El combinado nacional recibió en este campeonato el Premio Longines a la Elegancia, un trofeo que suele entregar la marca de relojes homónima y la FIG durante las competiciones internacionales de gimnasia destacadas. El conjunto de ese año lo compusieron además de Carolina, Sara Bayón, Marta Calamonte, Lorena Guréndez, Beatriz Nogales, Paula Orive y Nuria Cabanillas como suplente.

#### 1999 - 2000: Mundial de Osaka y Juegos Olímpicos de Sídney
En 1999 Nancy Usero ya era la nueva seleccionadora y entrenadora del conjunto. Nancy contó esa temporada con Dalia Kutkaite como asistente y entrenadora del conjunto júnior, y con Cristina Álvarez como coreógrafa el primer año. Durante ese año, los dos ejercicios fueron el de 3 cintas y 2 aros y el de 10 mazas, el primero con «Zorongo gitano» y el segundo con «Babelia» de Chano Domínguez, Hozan Yamamoto y Javier Paxariño, como música. Carolina sería titular en los dos ejercicios. El conjunto titular lo compusieron ese año Carolina, Sara Bayón, Marta Calamonte, Lorena Guréndez, Beatriz Nogales y Paula Orive. A finales de mayo se disputó el Campeonato Europeo en Budapest. En el concurso general, el conjunto quedó en séptima posición, debido a una mala calificación en el ejercicio de 10 mazas. En la competición de 3 cintas y 2 aros obtuvo la medalla de bronce. En agosto el conjunto logró la medalla de plata en 3 cintas y 2 aros en el DTB-Pokal de Bochum. A finales de septiembre se disputó el Campeonato Mundial de Osaka. El conjunto quedó en séptima posición en el concurso general, lo que les dio la clasificación para los Juegos Olímpicos de Sídney del año siguiente. Posteriormente, ocupó el sexto lugar tanto en el ejercicio de 3 cintas y 2 aros como en el de 10 mazas.

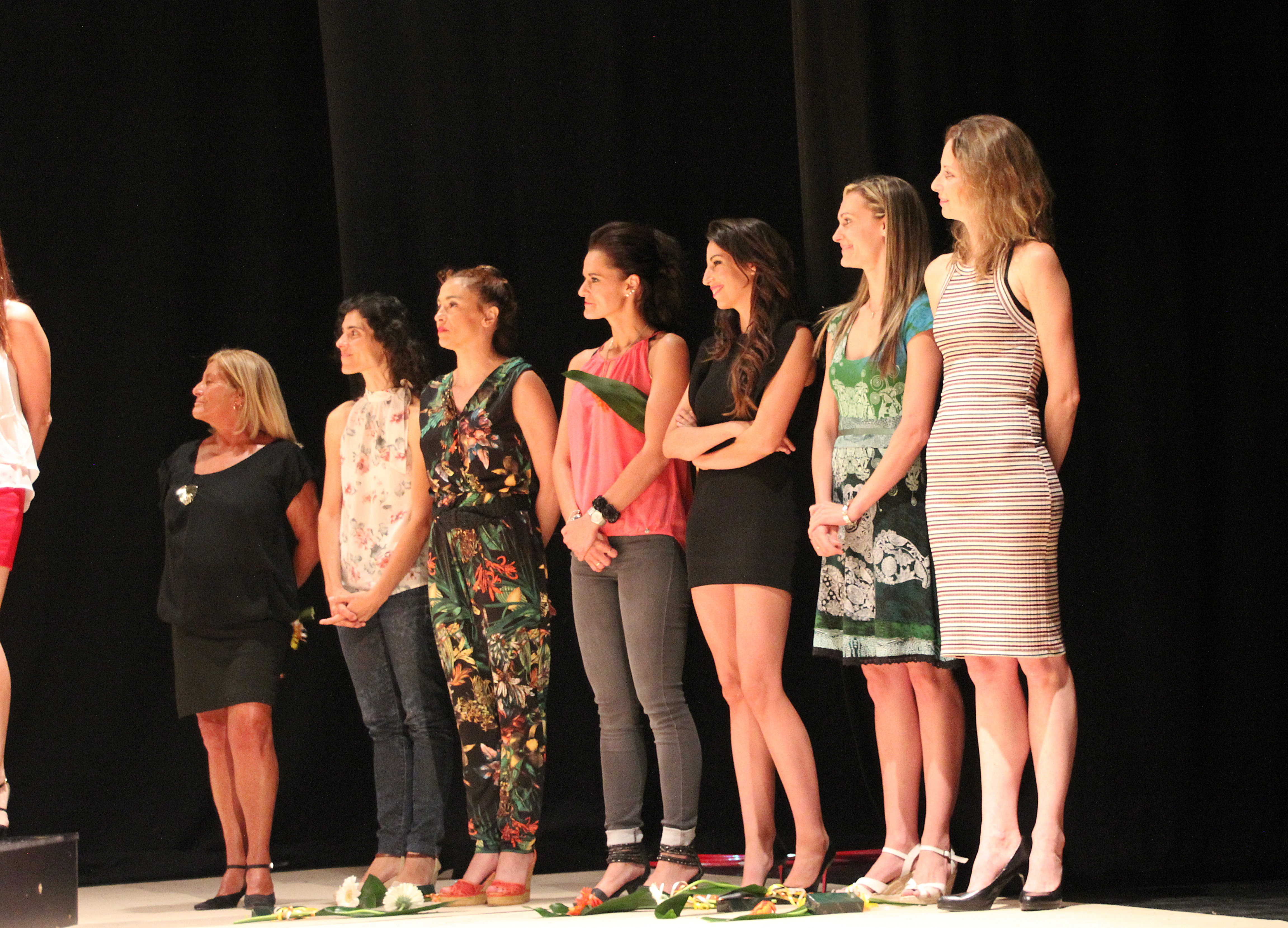
Carolina (1ª a la derecha) en la Gala 20.º Aniversario del Oro de Atlanta (2016).

Para 2000, año olímpico, el combinado español compuso nuevos montajes tanto para el ejercicio de 3 cintas y 2 aros, ahora con música de Los Activos y Vicente Amigo, como para el de 10 mazas, con un medley de The Corrs y Loreena McKennitt. En ambos Carolina sería gimnasta titular. Del 2 al 11 de enero se concentraron en el Centro de Alto Rendimiento para entrenamiento en altura del CSD en Sierra Nevada (Granada). En los torneos internacionales de inicio de temporada lograron buenos resultados, como la plata en la general, el oro en mazas y la plata en el mixto en Madeira, el bronce en la general, el 8º puesto en mazas y la plata en el mixto en Thiais, la plata en Kalamata y nuevamente una plata en Málaga. En septiembre de 2000 tuvieron lugar los Juegos Olímpicos de Sídney. El conjunto español, integrado por Carolina, Igone Arribas, Marta Calamonte, Lorena Guréndez, Beatriz Nogales y Carmina Verdú, tenía la oportunidad de revalidar la medalla de oro conquistada cuatro años atrás en Atlanta en la misma competición. Sin embargo, una serie de errores en la ejecución de los dos ejercicios, como un nudo en una cinta y dos caídas de mazas, provocó que el combinado español se situara en la décima y última posición en la fase de clasificación, por lo que no pudo participar en la final. Carolina se convirtió así en el tercer gimnasta andaluz que logró ser olímpico, tras Agustín Sandoval y Elisa Cabello, siendo la primera en gimnasia rítmica.

### Retirada de la gimnasia
Carolina se retiró a finales del año 2000, tras disputar los Juegos Olímpicos de Sídney. Durante varios años se celebró en Cádiz el Trofeo de Gimnasia Rítmica "Carolina Malchair Selecque" en su honor. Comenzó a estudiar Turismo, aunque antes de terminarlos pasó a estudiar Secretariado, llegando a trabajar como secretaria de Dirección de un despacho de abogados. El 23 de julio de 2016 fue una de las figuras destacadas de la gimnasia rítmica española invitadas a la Gala 20.º Aniversario de la Medalla de Oro en Atlanta '96, celebrada en Badajoz. En la actualidad trabaja de entrenadora en la Escuela Europea de Gimnasia en Madrid y en el Club Gimnástico Coslada, donde entrena junto a la también exgimnasta Marina Viejo.

## Equipamientos
| Período      | Proveedor |
| ------------ | --------- |
| 1996 - 2000  | Arena     |
| 2000 (JJ.OO) | Fumarel   |

## Música de los ejercicios
| Año  | Aparatos                               | Música |
| ---- | -------------------------------------- | --- |
| 1997 | 5 pelotas                              | Medley de canciones de Édith Piaf, como «Non, je ne regrette rien» o «Hymne à l'amour».                              |
| 1997 | 3 pelotas y 2 cintas                   | «Las cosas del querer», copla compuesta por Quintero, León y Quiroga.                                                |
| 1998 | 5 pelotas                              | Tango «El vaivén», de José Luis Barroso.                                                                             |
| 1998 | 3 cintas y 2 aros                      | Sevillana «Juego de luna y arena» (inspirada en un poema de Lorca), de José Luis Barroso.                            |
| 1999 | 10 mazas                               | «Babelia», de Chano Domínguez, Hozan Yamamoto y Javier Paxariño.                                                     |
| 1999 | 3 cintas y 2 aros                      | «Zorongo gitano», canción popular española adaptada por Federico García Lorca y La Argentinita.                      |
| 1999 | Ejercicio de exhibición (Manos libres) | «Balanca», tema flamenco.                                                                                            |
| 2000 | 10 mazas                               | Medley de The Corrs y Loreena McKennitt, con los temas «Toss the Feathers», «Irish Music», «Someday» y «Erin Shore». |
| 2000 | 3 cintas y 2 aros                      | Medley de Los Activos y Vicente Amigo, con los temas «Mestizo», «Poeta en el viento» y «Flor de la noche».           |

## Palmarés deportivo

### Selección española
| 1996 - Torneo Internacional de Thiais 5º puesto en final (6 pelotas) - Campeonato de Europa de Asker/Oslo 15º puesto en preliminares (6 pelotas) 1997 - Ciudad de Ibiza Plata en concurso general - Gran Trofeo Campofrío Plata en concurso general - Campeonato de Europa de Patras 4º puesto en concurso general Plata en 5 pelotas Bronce en 3 pelotas y 2 cintas - Epson Cup Oro en concurso general 1998 - Thiais Oro en concurso general Oro en 5 pelotas Oro en 3 cintas y 2 aros - Kalamata Cup Plata en concurso general Oro en 5 pelotas Oro en 3 cintas y 2 aros - Budapest Tournament Oro en concurso general Oro en 5 pelotas Oro en 3 cintas y 2 aros - Estella International Oro en concurso general - Campeonato del Mundo de Sevilla Plata en concurso general 7º puesto en 5 pelotas Oro en 3 cintas y 2 aros | 1999 - Kalamata Cup 7º puesto en concurso general Bronce en 10 mazas - Thiais 4º puesto en concurso general 4º puesto en 10 mazas Bronce en 3 cintas y 2 aros - Budapest Tournament Oro en concurso general 4º puesto en 10 mazas Oro en 3 cintas y 2 aros - Campeonato de Europa de Budapest 7º puesto en concurso general Bronce en 3 cintas y 2 aros - DTB-Pokal de Bochum 6º puesto en concurso general 5º puesto en 10 mazas Plata en 3 cintas y 2 aros - Campeonato del Mundo de Osaka 7º puesto en concurso general 6º puesto en 10 mazas 6º puesto en 3 cintas y 2 aros 2000 - Madeira Cup Plata en concurso general Oro en 10 mazas Plata en 3 cintas y 2 aros - Thiais Bronce en concurso general 8º puesto en 10 mazas Plata en 3 cintas y 2 aros - Kalamata Cup Plata en concurso general - Málaga International Plata en concurso general - Juegos Olímpicos de Sídney 2000 10º puesto en calificación |

## Premios, reconocimientos y distinciones
- Premio Longines a la Elegancia en el Campeonato del Mundo de Sevilla (1998)[10]
- Mejor Promesa del Deporte de 1998 en los Premios Andalucía de los Deportes, otorgados por la Junta de Andalucía (1999)[18]

## Galería

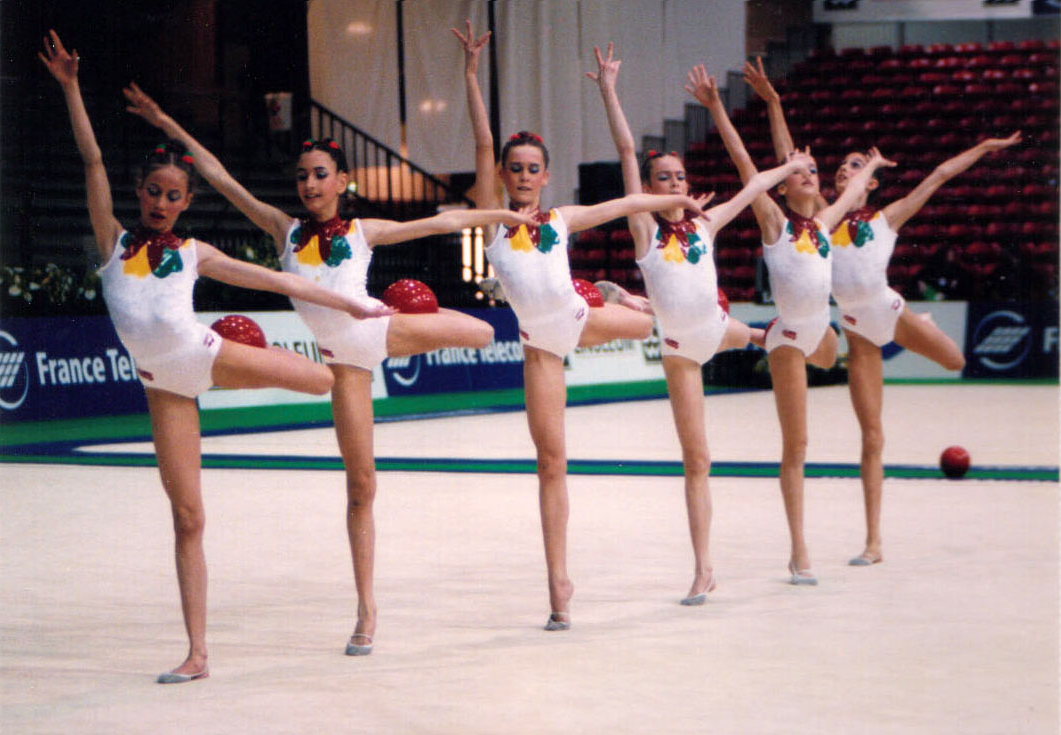
Carolina (tercera a la derecha) con el conjunto júnior en el Europeo de Asker (1996).
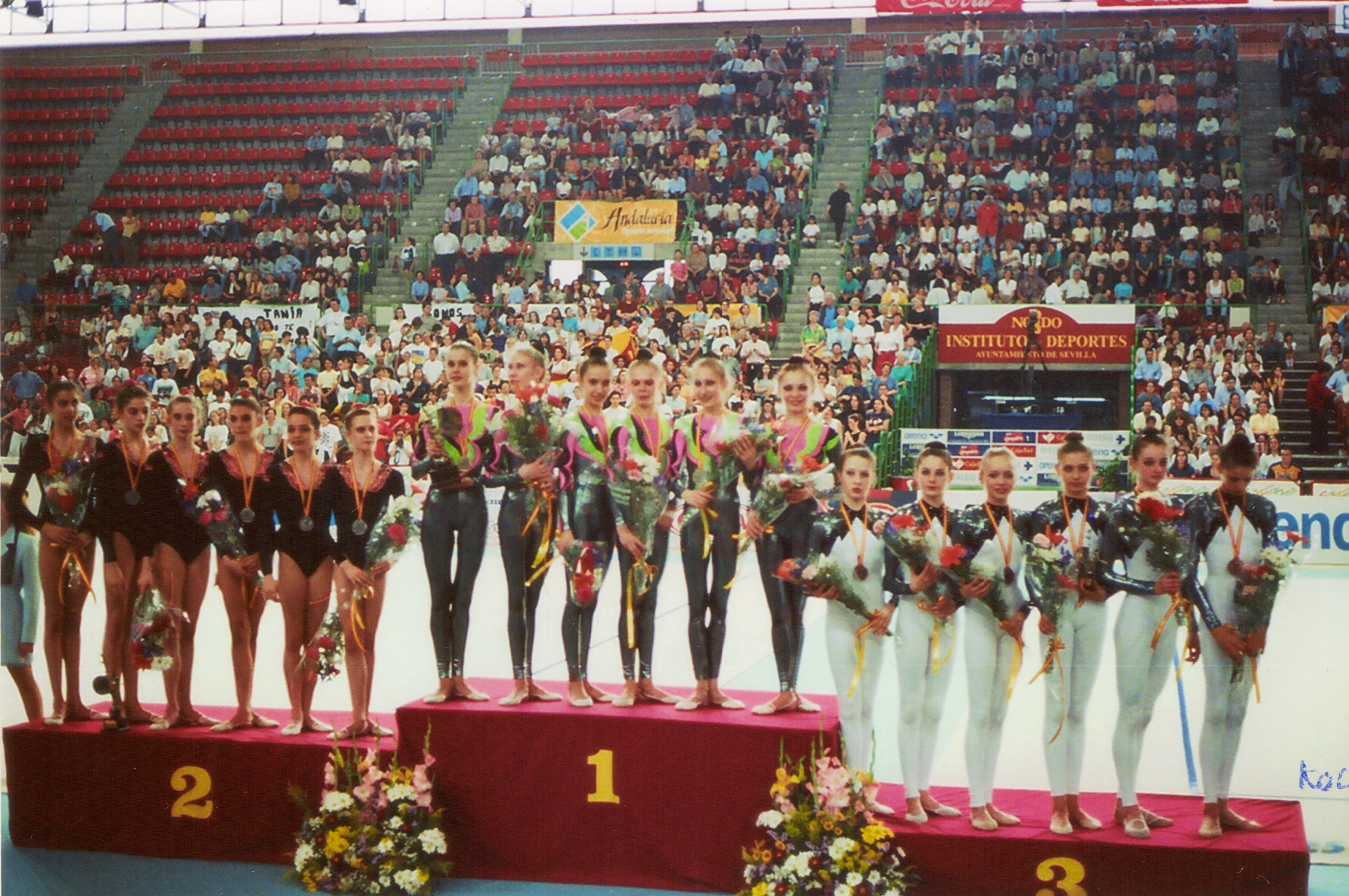
El conjunto español (izqda.) con la plata en el podio del concurso general del Mundial de Sevilla (1998).
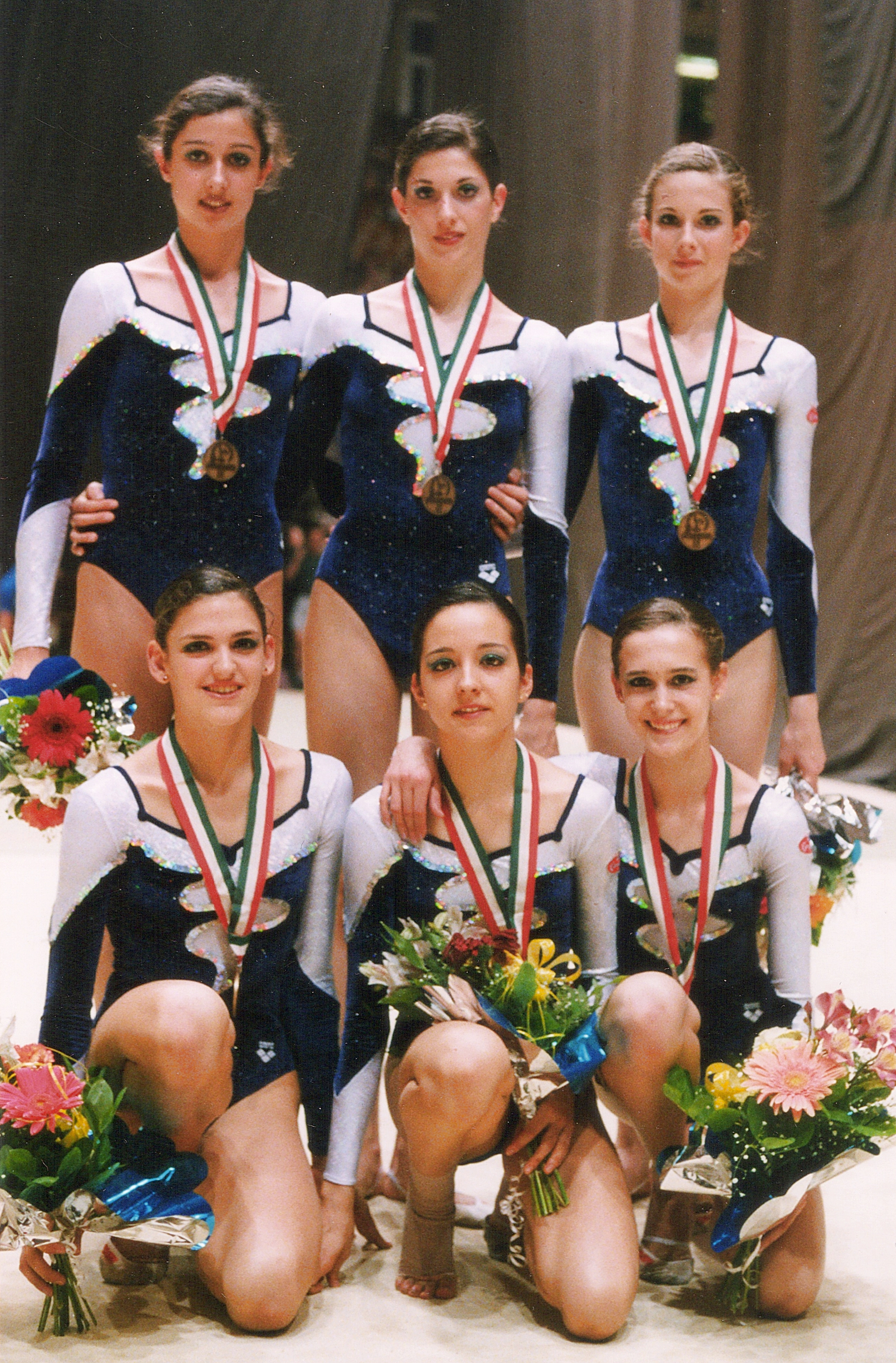
Malchair (de pie, a la derecha) con el equipo nacional en el Europeo de Budapest (1999).
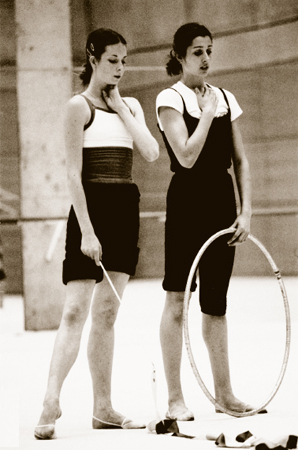
Carolina Malchair (izquierda) junto a Beatriz Nogales durante un entrenamiento del conjunto nacional en el CAR de Madrid en el año 2000.
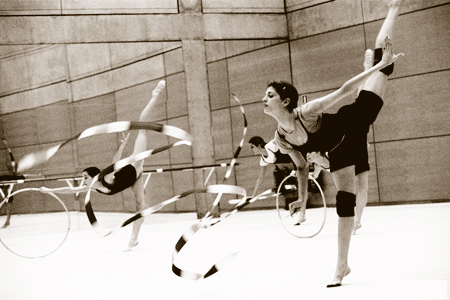
Malchair (en la parte derecha, con el aro) junto a Igone Arribas, Beatriz Nogales y Lorena Guréndez, realizando el ejercicio de 3 cintas y 2 aros en la misma sesión.

## Filmografía

### Programas de televisión
| Programas de televisión | Programas de televisión | Programas de televisión | Programas de televisión |
| Año                     | Título                  | Cadena                  | Notas                   |
| ----------------------- | ----------------------- | ----------------------- | ----------------------- |
| 1999                    | Escuela del deporte     | La 2 de TVE             | Aparición en reportaje  |